# Kundo
Pour plus de détails, voir Fiche technique et Distribution.
Kundo (군도: 민란의 시대, Gundo: Min-ran-eui Si-dae) est un film sud-coréen réalisé par Yoon Jong-bin, sorti en 2014.
C'est un récit sur des bandits Joseon au 19e siècle combattant les aristocrates et les fonctionnaires corrompus.

## Fiche technique
- Titre original : 군도: 민란의 시대, Gundo: Min-ran-eui Si-dae
- Titre français : Kundo
- Réalisation : Yoon Jong-bin
- Scénario : Yoon Jong-bin et Jeon Cheol-hong
- Costumes : Jo Sang-gyeong
- Photographie : Choi Chan-min
- Montage : Kim Jae-bum et Kim Sang-bum
- Musique : Jo Yeong-wook
- Pays d'origine : Corée du Sud
- Format : Couleurs - 35 mm - 2,35:1
- Genre : action
- Durée : 137 minutes
- Date de sortie :
  -  Corée du Sud : 23 juillet 2014

## Distribution
- Ha Jeong-woo : Dolmuchi
- Kang Dong-won : Jo-yoon
- Lee Sung-min : Dae-ho
- Jo Jin-woong : Lee Tae-ki
- Ma Dong-seok : Chun-bo
- Yun Ji-hye : Ma-hyang
- Jeong Man-sik : Butler Yang
- Kim Seong-gyoon : Jang
- Kim Jae-young : Geum-san
- Lee Geung-young : Ddaeng-choo